# Stazione di Vigevano
Stazione di Vigevano vasútállomás Olaszországban, Lombardia régióban, Vigevano településen.

## Vasútvonalak
Az állomást az alábbi vasútvonalak érintik:
- Mortara–Milánó-vasútvonal

## Kapcsolódó állomások
A vasútállomáshoz az alábbi állomások vannak a legközelebb:
- Stazione di Parona Lomellina
- Cava Ticino railway station